# Jednostka regionalna Florina
Jednostka regionalna Florina (nwgr.: Περιφερειακή ενότητα Φλώρινας) – jednostka administracyjna Grecji w regionie Macedonia Zachodnia. Powołana do życia 1 stycznia 2011 w wyniku przyjęcia nowego podziału administracyjnego kraju. W 2021 roku liczyła 45 tys. mieszkańców.
W skład jednostki wchodzą gminy:
- Amindeo (2),
- Florina (1),
- Prespes (3).